# بتل ایکر (اکلاهما)
بتل ایکر(به انگلیسی: Bethel Acres) شهری در ایالت اکلاهما کشور ایالات متحده آمریکا است که جمعیت آن در سرشماری سال ۲۰۱۰ میلادی، ۲٬۸۹۵ نفر بوده‌است.